# Frolosh Point
Der Frolosh Point (englisch; bulgarisch нос Фролош nos Frolosch) ist eine Landspitze an der Nordostküste der Anvers-Insel im Palmer-Archipel westlich der Antarktischen Halbinsel. Sie bildet 1,93 km nördlich des Deliradev Point, 4,1 km südsüdöstlich des Kap Bayle und 7 km westlich der Lambdainsel die Nordseite der Einfahrt zur Galata Cove.
Britische Wissenschaftler kartierten sie 1980. Die bulgarische Kommission für Antarktische Geographische Namen benannte sie 2009 nach der Ortschaft Frolosch im Westen Bulgariens.